# Les Exquis Glacis
Les Exquis Glacis est une marque commerciale de l'l'industrie agroalimentaire. Cette marque appartenant à l'entreprise Cuisinat est apposée sur une gamme de réductions pasteurisées de jus de légumes en bouteilles destinées au marché de la restauration en tant que bases culinaires. 

## Gamme
La gamme présente dans le marché se compose de réductions de betterave, poivron rouge, poivron jaune, potiron, courgette, céleri, carotte, oignon, tomate confite.

## Utilisation
Ils peuvent être à la base de plats par leur facilité d’emploi et ont vocation à minimiser les temps de préparation culinaire.

## Aspects nutritionnels
Les nutriments des légumes sont relativement préservés. 

## Caractéristiques techniques
- Conservation : entre 0 et 4 °C durant 12 mois avant ouverture. À consommer dans les 3 mois après ouverture.
- Conditionnement : bouteilles Squeeze de 1 kg ou 500 g

## Gamme
- Glacis de betterave
- Glacis de poivron rouge
- Glacis de tomate confite
- Glacis de potiron
- Glacis de carotte
- Glacis de poivron jaune
- Glacis de oignon
- Glacis de céleri
- Glacis de courgette
- Glacis aux six légumes

## Récompenses
Ces produits ont reçu le 1er Grand Prix de l’Innovation dans le cadre du salon SIRHA (Salon international de la restauration de l'hôtellerie et de l'alimentation) en 2011.